# 轍〜Wadachi〜
『轍〜Wadachi〜』（わだち）は、日本のロックバンドであるSPYAIRの1枚目のEP。2021年1月6日にSony Music Associated Recordsからリリース。

## 概要
SPYAIR初のEP作品。表題曲の「轍〜Wadachi〜」は、映画「銀魂 THE FINAL」主題歌となっており、「銀魂」とのコラボは6度目となる。作詞はMOMIKEN（B）、作曲はKENTA（Dr）が担当した。
本作はDVD付きの期間生産限定盤A、CDのみの期間生産限定盤Bの2仕様でリリース。それぞれタイトル曲のほか、過去の「銀魂」タイアップ曲が収録される。期間生産限定盤Aにはインスト音源が追加収録され、DVDにはSPYAIRが担当したアニメ「銀魂」の歴代オープニングおよびエンディングのノンクレジット映像が収められる。期間生産限定盤Bには毎年夏の恒例野外ライブ「JUST LIKE THIS」で演奏された「銀魂」ソングのライブ音源5曲が追加収録される。
表題曲は2021年3月31日発売の6thアルバム『UNITE』のリード曲となっている。

## 収録内容

### 期間生産限定盤A
| 全作詞: MOMIKEN。 |                                                        |           |       |      |
| #                 | タイトル                                               | 作詞      | 作曲  | 時間 |
| 1.                | 「轍〜Wadachi〜」                                      | MOMIKEN   | KENTA | 3:42 |
| 2.                | 「I Wanna Be…」                                        | MOMIKEN   | UZ    | 3:55 |
| 3.                | 「スクランブル」                                       | MOMIKEN   | UZ    | 4:26 |
| 4.                | 「現状ディストラクション」                             | MOMIKEN   | UZ    | 3:38 |
| 5.                | 「サクラミツツキ」                                     | MOMIKEN   | UZ    | 3:37 |
| 6.                | 「サムライハート (Some Like It Hot!!)」                | MOMIKEN   | UZ    | 3:13 |
| 7.                | 「轍〜Wadachi〜 [Instrumental]」                       | MOMIKEN   |       | 3:42 |
| 8.                | 「I Wanna Be… [Instrumental]」                         | MOMIKEN   |       | 3:55 |
| 9.                | 「スクランブル [Instrumental]」                        | MOMIKEN   |       | 4:25 |
| 10.               | 「現状ディストラクション [Instrumental]」              | MOMIKEN   |       | 3:38 |
| 11.               | 「サクラミツツキ [Instrumental]」                      | MOMIKEN   |       | 3:37 |
| 12.               | 「サムライハート (Some Like It Hot!!) [Instrumental]」 | MOMIKEN   |       | 3:07 |
| 合計時間:         | 合計時間:                                              | 合計時間: | 50:59 |      |

| TVアニメ「銀魂」non-credit movie |                                                                        |      |            |
| #                                | タイトル                                                               | 作詞 | 作曲・編曲 |
| 1.                               | 「サムライハート(Some Like It Hot!!) －「銀魂（第2期）」エンディング」 |      |            |
| 2.                               | 「サクラミツツキ－ 「銀魂（第2期延長戦）」オープニング」               |      |            |
| 3.                               | 「現状ディストラクション－「よりぬき銀魂さん」オープニング」           |      |            |
| 4.                               | 「I Wanna Be...－「銀魂（第4期）銀ノ魂篇」オープニング」               |      |            |

### 期間生産限定盤B
| #         | タイトル                                                             | 作詞  | 作曲・編曲 | 時間 |
| --------- | -------------------------------------------------------------------- | ----- | ---------- | ---- |
| 1.        | 「轍〜Wadachi〜」                                                    |       |            | 3:42 |
| 2.        | 「I Wanna Be…」                                                      |       |            | 3:55 |
| 3.        | 「スクランブル」                                                     |       |            | 4:26 |
| 4.        | 「現状ディストラクション」                                           |       |            | 3:38 |
| 5.        | 「サクラミツツキ」                                                   |       |            | 3:37 |
| 6.        | 「サムライハート (Some Like It Hot!!)」                              |       |            | 3:13 |
| 7.        | 「スクランブル (Live - JUST LIKE THIS 2019)」                        |       |            | 4:41 |
| 8.        | 「I Wanna Be… (Live - JUST LIKE THIS 2018)」                         |       |            | 4:17 |
| 9.        | 「現状ディストラクション (Live - JUST LIKE THIS 2017)」              |       |            | 4:15 |
| 10.       | 「サクラミツツキ (Live - JUST LIKE THIS 2016)」                      |       |            | 4:06 |
| 11.       | 「サムライハート (Some Like It Hot!!) (Live - JUST LIKE THIS 2015)」 |       |            | 4:14 |
| 合計時間: | 合計時間:                                                            | 44:08 |            |      |

## 楽曲解説
1. 轍〜Wadachi〜
  - アニメ映画「銀魂 THE FINAL」主題歌
  - 配信アニメ「銀魂 THE SEMI-FINAL」[1]エンディングテーマ
2. I Wanna Be…
  - テレビ東京系アニメ「銀魂.銀ノ魂篇」オープニングテーマ
  - 配信アニメ「銀魂 THE SEMI-FINAL」オープニングテーマ
3. スクランブル
  - PlayStation 4、PlayStation Vita用ゲームソフト「銀魂乱舞」テーマソング
4. 現状ディストラクション
  - アニメ映画「劇場版 銀魂 完結篇 万事屋よ永遠なれ」主題歌
5. サクラミツツキ
  - テレビ東京系アニメ「銀魂' 一国傾城篇」オープニングテーマ
6. サムライハート (Some Like It Hot!!)
  - テレビ東京系アニメ「銀魂'」エンディングテーマ